# Pray, Loir-et-Cher
Pray är en kommun i departementet Loir-et-Cher i regionen Centre-Val de Loire i de centrala delarna av Frankrike. Kommunen ligger i kantonen Selommes som tillhör arrondissementet Vendôme. År 2022 hade Pray 280 invånare.

## Befolkningsutveckling
Antalet invånare i kommunen Pray
| Referens: INSEE |